# Oytier-Saint-Oblas
Oytier-Saint-Oblas ist eine französische Gemeinde mit 1.733 Einwohnern (Stand: 1. Januar 2022) im Département Isère in der Region Auvergne-Rhône-Alpes; sie gehört zum Arrondissement Vienne und zum Kanton La Verpillière. Die Bewohner werden Oytillards und Oytillardes genannt.

## Geografie
Die Gemeinde Oytier-Saint-Oblas liegt zwölf Kilometer ostnordöstlich von Vienne. Umgeben wird Oytier-Saint-Oblas von den Nachbargemeinden Saint-Just-Chaleyssin im Nordwesten und Norden, Valencin im Norden und Nordosten, Saint-Georges-d’Espéranche im Osten, Moidieu-Détourbe im Süden sowie Septème im Westen.

## Bevölkerungsentwicklung
| Jahr                       | 1962 | 1968 | 1975 | 1982 | 1990 | 1999 | 2010 | 2021 |
| -------------------------- | ---- | ---- | ---- | ---- | ---- | ---- | ---- | ---- |
| Einwohner                  | 503  | 550  | 558  | 686  | 1022 | 1353 | 1581 | 1720 |
| Quellen: Cassini und INSEE |      |      |      |      |      |      |      |      |

## Sehenswürdigkeiten
- Kapelle Saint-Jean-Baptiste, einstige Ordenskapelle der Malteser aus dem 13./14. Jahrhundert, Eingangspforte seit 1954 als Monument historique eingeschrieben
- Pfarrkirche Saint-Barthélemy aus dem 19. Jahrhundert
- Bergkapelle Notre-Dame-de-Rapillard